# 法理海·費卡里句·昊勾希
法理海·費卡里句·昊勾希是17世紀台灣西拉雅族信仰的一位男性神祇，北方天空之神，西拉雅十三神之一。法理海是一位邪惡之神，擁有邪力誘人產生邪念或使人厄運纏身。外表滿臉痘瘡，祂希望人們的面容與祂相同，因此一旦心情煩躁便遷怒於人，降下疾病，讓人們的臉上長滿水痘。祂曾頒佈二十七條戒令，以下降災禍要脅人們遵守令條。祂的工作是摧毀任何美好的東西 ，人民膜拜祂的原因是希望不要被祂降災。

## 傳說與二十七條戒律
傳說中他本來是住在新港社的族人，性格殘暴、鼻子很長而被取笑，無法忍受取笑的祂其求神把自己變成神已離開這個世界並且如願，後來祂又返回人間，頒布二十七條戒令以懲罰嘲笑他的族人，每個月有一段時間必須遵守那些戒令，不然他就會降下瘟疫，而那段時間被稱作Karichang。